# Notiphila aquatica
Notiphila aquatica är en tvåvingeart som beskrevs av Becker 1896. Notiphila aquatica ingår i släktet Notiphila och familjen vattenflugor. Arten är reproducerande i Sverige. Inga underarter finns listade i Catalogue of Life.